# 法赫鲁丁二世

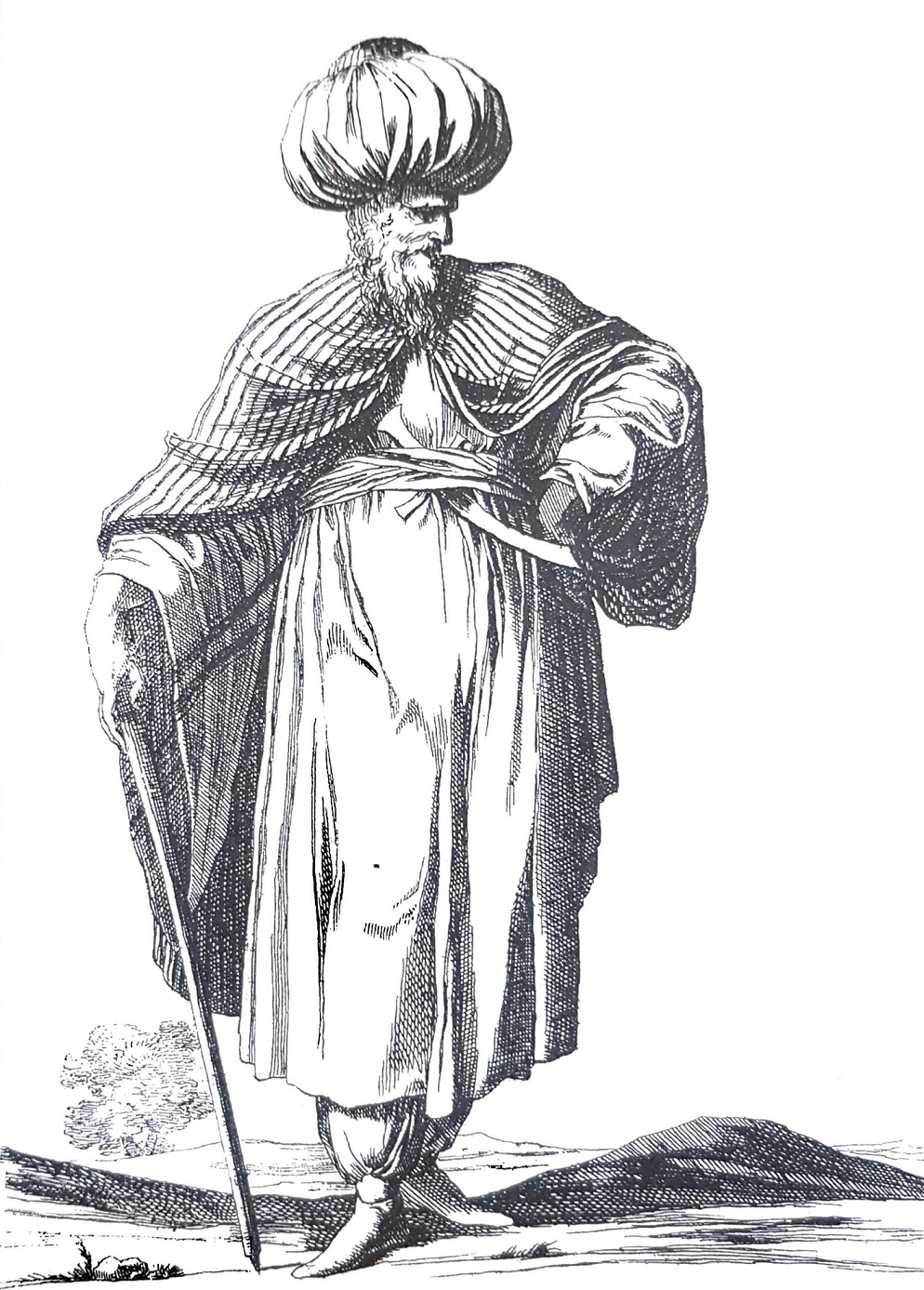
法赫鲁丁二世

法赫鲁丁二世 （阿拉伯语：‎，羅馬化：Fakhr al-Dīn Maʿn，约1572年 – 1635年3月或4月）是統治黎巴嫩的一位信奉德鲁兹教的埃米爾。在他的統治下黎巴嫩逐漸脱离奥斯曼帝国而独立。1608年，法赫鲁丁二世与費迪南多一世·德·美第奇签订了对抗奥斯曼帝国的条约。奥斯曼帝国於是進攻黎巴嫩。1613年，法赫鲁丁二世逃往佛罗伦萨避难。1618年，法赫鲁丁二世向奥斯曼帝国妥协，並且返回黎巴嫩繼續擔任埃米爾。法赫鲁丁二世之後允許基督教在黎巴嫩境內發展。1633年，奥斯曼帝国进攻黎巴嫩，法赫鲁丁二世的儿子战死。1635年，法赫鲁丁二世被俘后被送到伊斯坦布尔绞死。